# ولاية برج بوعريريج
ولاية برج بوعريريج ولاية جزائرية من ولايات الهضاب العليا الشرقية في الشرق الجزائري، انبثقت هذه الولاية عن التقسيم الإداري لسنة 1984 مقسمة إداريا إلى عشرة (10) دوائـر وأربعـة وثلاثـون (34) بلديــة.
يقدرعدد سكان الولايـة بنحو 628,475 نسمة، وتبلغ مساحتها 4115 كم مربع. يحدها من الشرق ولاية سطيف، ومن الغرب ولاية البويرة، ومن الشمال ولاية بجاية، ومن الجنوب ولاية المسيلة.
تعتبر ولاية برج بوعريريج من اسوأ

الولايات لكثرة رجال الأعمال وأصحاب الشركات حيث تضم منطقة صناعية هامة توظف أعداد هامة من أبناء الولاية وتساهم في تطوير الاقتصاد الوطني بعدة منتجات غذائية واستهلاكية وإلكترونية ومواد البناء وكذا نظم معظم شركات الاستيراد.
موقعها جعل منها قطبا اقتصاديا مهما في إطار التنمية بالجزائر، كونها تضم وحدات اقتصادية وصناعية هامة. ففي إطار عملية الخوصصة، واقتصاد السوق، أصبحت هذه الولاية قبلة لبعض الشركات الأجنبية قصد الاستثمار، خاصة في ميدان الصناعات الإلكترونية والكهرومنزلية.

## التسمية
يعود اسم الولاية إلى العهد العثماني. إلا أن الأتراك خصصوا المناطق العليا نسبياً من الولاية لمراقبة الإقليم، وأعطوها اسم برج، الذي يعني القلعة العسكرية العثمانية في زمن الوصاية. ومن هذه المناطق المخصصة للمراقبة والمراقبة العسكرية على الإقليم نذكر: برج زمورة، برج غدير، برج مجنة.
ومع ذلك، يقترح المؤرخون أيضًا فرضيتين حول أصل كلمة برج بوعريريج.
تشير الفرضية الأولى إلى شخصية تاريخية هي بابا عروج الذي جاء ليستقر بالمنطقة سنة 1415، ومن هنا جاءت تسميته ببرج بوعريريج. شكل الاسم الجغرافي برج بوعريريج بدلا من برج بابا عروج يتكون من إعادة ترتيب نحوي من أجل تخفيف نطقها.
أما الفرضية الثانية فتشير إلى الخوذة العسكرية التي يرتديها الجندي التركي المسؤول عن مراقبة المنطقة، والمزودة بريشة حمراء تشبه إلى حد كبير عرف الديك، ومن هنا جاءت تسميتها بالعربية عروج وتعني عرف. ومن المهم التأكيد على أن المؤرخين يميلون أكثر لصالح الفرضية الأخيرة.

## التاريخ

### قبل الاستعمار
شهدت الولاية حضارات مختلفة. الرومان الذين تركوا آثارا عديدة، الوندال، الحماديون، الموحدون، ولكن أيضا العثمانيون وأخيرا الفرنسيون احتلوا هذه المنطقة واستقروا فيها أخيرا بسبب أراضيها الخصبة.

### خلال الاستعمار
ومحمد المقراني شخصية تاريخية تميزت خلال فترة الاستعمار بتمرده بمساندة سكان المنطقة على الوجود الفرنسي. أعقب هذه الثورة، المعروفة باسم "المقراني"، قمع شديد، أدى إلى إعدامات وترحيلات عديدة إلى كاليدونيا الجديدة، حيث لا تزال الجالية الجزائرية موجودة حتى اليوم، فضلا عن الاستيلاء على أفضل الأراضي التي تم تسليمها للمستوطنين الأوروبيين. .
خلال حرب الجزائر، كانت برج بوعريريج جزءا من الولاية 18. برج غدير، الواقعة جنوب الولاية، كانت مسرحا لمعارك كبرى خلال حرب الجزائر.

### القبائل القديمة
سكان ولاية برج بوعريريج تعود أصولهم المعروفة إلى القبائل الرئيسية: ولاد صخر ٫ ولاد مقدم ٫ شواثرة ٫ زعامشة، دريعات، هاشم، مزيطة، المعاضيد، المنصورة، مقدام، ونوغة، أولاد علي، أولاد علي بو ناب، أولاد عياد، أولاد خلوف، أولاد سيدي إبراهيم بوبكر، أولاد ثاير، أولاد طريف، ريغة الظهرة وزمورة.
| الرقعة الجغرافية   | البلديات                                                     | الأعراش                                   |
| ------------------ | ------------------------------------------------------------ | ----------------------------------------- |
| دائرة برج بوعريريج | - بلدية البرج                                                | - ولاد صخر - ولاد خلوف - ولاد مقد - الحشم |
| دائرة عين تاغروت   | - عين تاغروت (عين الترك) - تكستار                            | أولاد علي بوناب                           |
| دائرة رأس الواد    | - رأس الواد - أولاد براهم                                    | ريغة الظهرة                               |
| دائرة رأس الواد    | عين تاسرة                                                    | الحشم                                     |
| دائرة برج غدير     | العناصر                                                      | أولاد شنيتي أولاد صخر (قبيلة ) ولاد حلوف  |
| دائرة برج غدير     | بليمور                                                       | الحشم                                     |
| دائرة برج غدير     | - برج غدير - غلياسة                                          | عياد                                      |
| دائرة برج غدير     | تاغليط                                                       | أولاد حناش                                |
| دائرة بئر قاصد علي | بئر قاصد علي                                                 | الحشم                                     |
| دائرة بئر قاصد علي | سيدي مبارك                                                   | الحشم                                     |
| دائرة بئر قاصد علي | خليل                                                         | أولاد ثاير                                |
| دائرة الحمادية     | - الحمادية - الرابطة - العش                                  | أولاد خلوف                                |
| دائرة المنصورة     | بن داود                                                      | أولاد طاير وأولاد طريف                    |
| دائرة المنصورة     | المهير                                                       | أولاد علي                                 |
| دائرة المنصورة     | حرازة أولاد سيدي إبراهيم                                     | أولاد سيدي إبراهيم                        |
| دائرة المنصورة     | المنصورة                                                     | المنصورة (شمالا) مزيطة (جنوبا)            |
| دائرة مجانة        | ثنية النصر                                                   | الجباية                                   |
| دائرة مجانة        | - مجانة - اليشير                                             | الحشم                                     |
| دائرة مجانة        | حسناوة                                                       | مقدم                                      |
| دائرة برج زمورة    | - برج زمورة - تسامرت                                         | زمورة                                     |
| دائرة برج زمورة    | أولاد دحمان                                                  | مقدم                                      |
| دائرة الجعافرة     | - الجعافرة - القلة - الماين - بني لعلام - تفرق - أولاد خليفة | بني يعدل                                  |

## الجغرافيا

### المناخ
تتميز الولاية بمناخ قاري يتميز بالحرارة صيفا وبالبرودة شتاء، تعرف تساقط كثيف للثلوج خاصة في الجهة الشمالية، مما يؤدي إلى انقطاع الطرقات وصعوبة في المرورخاصة على الطريق الوطني رقم 05، أما الجهة الجنوبية شبه جرداء فتلقى قدرا ضئيلا من الأمطار.

### التضاريس
تقسم تضاريس ولاية برج بوعريريج إلى ثلاثـة مناطق:
- منطقة الهضاب العليـــا: تمـتد من سلسلة البيبان غربا إلى سد عين زادة شرقا يحدها من الشمال مرتفعات ثنية النصر وبرج زمورة ومن الجنوب جبال المعاضيد والتي يميزها الطابع الفلاحي.
- المنطقة الجبلية: تتشكل المـنطقة الجبلية لشمال الولاية من سلسلة البيبان التي تمتد من أولاد سيدي إبراهيم غربا إلى برج زمورة شرقا وسلسلة الجبال الجنوبية برج الغدير ورأس الوادي.
- المنطقة السهلية: تشكل الـجـنوب الغربي للولاية وهي عبارة عن أراضي خفيفة ذات طابع فلاحي ورعوي يعبر في جزء منها الواد لخضر الشيء الـذي يساعـد على زراعة الخضروات والأشجار المثمرة.

### الغطاء النباتي
تتميز الولاية بثروة هامة من الغابات تمثل 18% من المساحة الإجمالية للولاية، إذ تقدر بـ: 77342 هكتار، تتمركز أساسا غرب وشمال الولاية، تشكيلتها الغابية تتمثل في أشجار الصنوبر الحلبي، البلوط، الأدغال، الأحراش.
إضافة إلى ذلك توجد مساحات كبيرة تقدر بـ: 1.0000 هكتار من نبات الشيح، الحلفاء والديس المتواجد بالسهوب الجنوبية بين جبل منصورة ومرتفعات جبال المعاضيد، أما فيما يخص المحاصيل الزراعية فتغطي 25% من مساحة الولاية.

### الثروة المائية
تحتوي ولاية برج بوعريريج على سد عين زادة في الجهة الغربية، الذي تقدر طاقته التخزينية 125 مليون م3، حيث يزود عدة بلديات بالمياه الصالحة للشرب ويمون المدن المجاورة كمدينة العلمة، ومدينة برج بوعريريج، يستغل هذا السد في سقي الأراضي الفلاحية، وهو يلعب دورا حيويا في المنطقة، خصوصا ان الولاية تعرف بطابعها الفلاحي كون سكانها المقدر عددهم بحوالي 639.171 نسمة، يتمركزون بالمناطق الجبلية.

## شبكة الطرق
تضم حظيرة الولاية 112368 مركبة من مختلف الأصناف، تستغل شبكة طرق طولها 2341.31 كلم.
- شبكة الطرق الوطنية: طولها 304 كلم تتمثل في الطريق الوطني رقم 05 الرابط بين الجزائر وقسنطينة والطريق الوطني رقم45 الرابط بين ولاية برج بوعريريج وولاية المسيلة والذي يقدر بـ:59 كلم، بالإضافة إلى الطريقين الوطنيين رقم 60 الرابط بين البرج والمسيلة والطريق الوطني رقم 76 يربط البرج ببلدية زمورة بـ 38.3 كلم.
- شبكة الطرق الولائية: طولها 164 كلم.
- شبكة الطرق البلدية: طولها 1622 كلم.
- شوارع داخل المدن: طولها 265.69 كلم.

بالإضافة إلى خط السكة الحديدية بطول 103.3 كلم على محور الجزائر –قسنطينة، وخط برج بوعريريج مسيلة بطول 55 كلم، بمجموع ولائي يقدر بـ: 158.3 كلم.

### الطرق الوطنية
تمر عبر ولاية برج بوعريريج العديد من الطرق الوطنية، منها الطريق الوطني رقم 5 (طريق قسنطينة).

## التقسيم الإداري

### الولاة
تعاقب العديد من الولاة على ولاية برج بوعريريج منذ إنشائها في 4 فيفري 1984م من خلال المرسوم التنفيذي رقم 84-09 الذي ينظم الإقليم الوطني الجزائري في إطار ثمانية وأربعين ولاية.

1. برج بوعريريج•
2. عين تاغروت•
3. رأس الوادي•
4. برج الغدير•
5. بئر قصد علي•
6. الحمادية•
7. المنصورة•
8. مجانة•
9. برج زمورة•
10. الجعافرة

| رقم | الوالي             | البداية         | النهاية         | ولاية المولد      |
| --- | ------------------ | --------------- | --------------- | ----------------- |
| 01  | رابح بوبرتاخ       | 4 أفريل 1984م   | 13 ماي 1984م    |                   |
| 02  | الحاج خليفة عيساوي | 13 ماي 1984م    | 14 جويلية 1987م |                   |
| 03  | ناصر صدراوي        | 14 جويلية 1987م | 29 جويلية 1990م |                   |
| 04  | الطيب بنار         | 29 جويلية 1990م |                 | ولاية سيدي بلعباس |
| 05  | حفصي محقون         |                 | 11 جويلية 1995م |                   |
| 06  | عبد القادر بوعزقي  | 11 جويلية 1995م | 13 أوت 2000م    | ولاية عين الدفلى  |
| 07  | نور الدين بدوي     | 13 أوت 2000م    | 17 أوت 2004م    | ولاية الجزائر     |
| 08  | عبد الرحمن كاديد   | 17 أوت 2004م    | 30 سبتمبر 2010م |                   |
| 09  | عز الدين مشري      | 30 سبتمبر 2010م | 22 جويلية 2015م |                   |
| 10  | عبد السميع سعيدون  | 22 جويلية 2015م | 13 جويلية 2017م |                   |
| 11  | صالح العفاني       | 13 جويلية 2017م | 2017م           |                   |

### الدوائر والبلديات
| رقم | الدوائر الإدارية   | البلديات التابعة لها                                     |
| --- | ------------------ | -------------------------------------------------------- |
| 01  | دائرة برج بوعريريج | برج بوعريريج                                             |
| 02  | دائرة عين تاغروت   | عين تاغروت · تكستار                                      |
| 03  | دائرة رأس الوادي   | رأس الوادي · عـين تسرة · أولاد ابراهم                    |
| 04  | دائرة برج الغدير   | برج الغدير · تقلعيت · غيلاسة · بليمور · العناصر          |
| 05  | دائرة بئر قصد علي  | بئر قصد علي · خليل (مغني) · سيدي امبارك                  |
| 06  | دائرة الحمادية     | الحمادية · الرابطة · العش · القصـور                      |
| 07  | المنصورة           | المنصورة · أولاد سيدي إبراهيم · المهير · بن داود · حرازة |
| 08  | دائرة مجانة        | مجانة · ثنية النصر · حسناوة · اليشير                     |
| 09  | دائرة برج زمورة    | برج زمورة · أولاد دحمان · تاسمرت                         |
| 10  | دائرة الجعافرة     | الجعافرة · القلـة · تفرق · الماين                        |

### الزوايا
- «زاوية أحمد بن ماليك الطايري» بالقصور.[24]
- «زاوية القليعة في برج زمورة» بتاسمرت.[25]
- «زاوية سيدي عبد القادر الجيلالي» بتفرق.[26]
- «زاوية سيدي أحسن» بغيلاسة.[27]
- «زاوية الربيعيات» بالحمادية.[28]
- «زاوية سيدي علي الطيار» بتازروت.[29]
- «زاوية الشيخ بلعيساوي» برأس الوادي.[30]
- «زاوية أحمد بن علي» بالرابطة.[31]
- «زاوية سيدي مخلوف» بالمنصورة.[32]
- «الزاوية العلاوية» ببرج بوعريريج.[33]

### بلدية راس الوادي
تبعد 35 كلم عن مقر الولاية وهي ثاني أهم مدينة في الولاية لها حدود مع ولايتي سطيف والمسيلة وهي مسقط رأس العلامة البشير الإبراهيمي. بها مناجم الفوسفات ويستغل منذ عقود خلت وبها مناظر خلابة وهي مرشحة لأن تكون ولاية منتدبة. سكان راس الوادي الاصلين هم أولاد عبد الواحد حيث كان اسم المدينة قرية عبد الواحد.[بحاجة لمصدر]

### زمورة
تبعد زمورة حوالي أربعين كم عن البرج عاصمة الولاية. تعتبر زمورة أقدم من الولاية ذاتها المدينة تعود للعهد الروماني. اشتهرت زمورة بالعلم والعلماء منهم الشيخ العلامة أحمد بن قدور الذي شرح كتاب سيبويه وله تعليقات كثيرة على مجموع المتون ومنه العلامة الذائع الصيت الشيخ عمر أبي حفص الزموري الدي كان حجة زمانه ومنهم العلامة الشيخ علي أبو بكر والكثير.[بحاجة لمصدر]
زمورة مدينة موغلة في القدم سكنها الرومان والعرب والأتراك وتوجد حاليا الكثير من العائلات التركية التي تعيش بها لحد الآن. تشتهر بمساجدها الكثيرة ودور العلم وهي الآن مركز علمي مهم في ولاية البرج. قاومت المدينة الاستعمار الفرنسي منذ أن دخل إلى الجزائر. زارها الجنرال ديغول وعزز تواجد القوات الاستعمارية هناك لأنها كانت منطقة إستراتيجية ولوجستية بالمفهوم العسكري. ولم يزر ولايات كبيرة معروفة حينها. أسس الجيش الانكشاري أولى قواعده فيها وبالجزائر العاصمة وبقسنطينة. ففي رسالة بعثها الباب العالي إلى قائد الجيش الانكشاري بالمغرب العربي قال له فيها ركز جيشك في ثلاث مناطق وهي الجزائر وزمورة وقسنطينة.[بحاجة لمصدر]

### بلدية المنصورة
بلدية المنصورة (برج بوعريريج) أكبر دائرة في الولاية و أقدم بلدية فيها و في الجزائر تقع في الجهة الغربية لولاية برج بوعريريج يخترقها الطريق الوطني رقم 05 الكثير المنعرجات الذي أضفى طابعا جماليا على المنصورة خصوصا وأنه يمر وسط منطقة جبلية ويخترق غابة هي الاروع في الولاية نظرا لاحتوائها على أشجار كثيرة وكبيرة وطويلة ومتنوعة كما تحتوي هذه الغابة المسماة غابة واد مسيسي على عدة أنواع من الحيوانات مثل طيور الحجل والأرانب والخنازير مما جلب صيادي الولاية إلى هذه الغابة الرائعة كما تحتوي المنصورة على إمكانيات اقتصادية أهمها مؤسسة (Biamo) التي تمول الولاية بآلات الخراطة والقولبة والفريزاج بالإضافة إلى وجود ورشات تصنيع الجوارب والأحذية بكثرة ومصانع لأدوات التنظيف مثل المحكات وورشات تصنيع الشبابيك.[بحاجة لمصدر]

### بلدية القلة
تقع بلدية القلة شمال ولاية البرج وتبعد عنها بحوالي 45 كم، يحدها كل من بلدية جعافرة وثنية النصر والماين وبلدية حسناوة وبجاية من الشمال. تعرف هذه البلدية بغاباتها الكثيفة وأراضيها الوعرة. وتشتهر أيضا بمجاهديها الذين ساهموا في تحرير الجزائر بالإضافة إلى مناظرها الجميلة والخلابة. أما سكان البلدية فهم من القبائل بحكم أنها تنتمي إلى القبائل الصغرى التي بدورها امتداد للقبائل الكبرى وتنقسم إلى عدة مداشر منها -القلة تيجت-الساطور (ازرو)-تيغرمت- تازالامت- بوعياش -اغيل على- اغني- الويح.لا تختلف عاداتهم وتقاليدهم عن عادات كل الأمازيغ فيعود تاريخها لأكثر من 800 سنة.[بحاجة لمصدر]

### نواب الولاية في المجلس الشعبي الوطني
التوزع الجنسي لنواب البرلمان عن ولاية برج بوعريريج (2017م-2022م)
يبلغ عدد النواب في المجلس الشعبي الوطني عن ولاية برج بوعريريج 8 نواب خلال الدورة التشريعية 2017م-2022م التي انطلقت بعد 4 ماي 2017م.
يتوزع نواب البرلمان عن ولاية برج بوعريريج في الدورة التشريعية 2017م-2022م وفق الجنس حسب النسب التالية:
1. النواب النساء: 2 (25.00 %).
2. النواب الرجال: 6 (75.00 %).

### التوزيع الحزبي
الانتماء الحزبي لنواب البرلمان عن ولاية برج بوعريريج (2017م-2022م)
يتوزع نواب البرلمان عن ولاية برج بوعريريج في الدورة التشريعية 2017م-2022م حسب عدة قوائم حزبية:
1. الأحرار: 3 نواب (37.50 %).
2. التجمع الوطني الديمقراطي: 2 نواب (25.00 %).
3. جبهة التحرير الوطني: 1 نائب (12.50 %)
4. جبهة النضال الوطني: 1 نائب (12.50 %).
5. جبهة المستقبل: 1 نائب (12.50 %).

### القائمة الاسمية للنواب خلال العهدة التشريعية 2017م-2022م
1. حسينة زدام (الأحرار).
2. نجيمة محارقة (التجمع الوطني الديمقراطي).[34]
3. حسين بلعباسي (جبهة النضال الوطني).
4. حسين ضامن (جبهة المستقبل).[35]
5. العيد كريبع (الأحرار).
6. نور الدين حريش (جبهة التحرير الوطني.[36]
7. عز الدين حماوي (الأحرار).
8. إسماعيل بن حمادي (التجمع الوطني الديمقراطي).[34]

## الرياضة
أهلي البرج لكرة القدم يلعب في الدوري الأول للبطولة الوطنية الجزائرية كانت أحسن مرتبة تحصل عليها المرتبة الخامسة في هذا القسم وله فريق كرة الطائرة الذي ينشط أيضا في القسم الأول علاوة على فريق في كرة اليد وكرة السلة في القسم الممتاز وعدة عدائين وعداءات معروفين على المستوى الوطني
وعدة فرق للكرة الحديدية الذين نالو عدة ألقاب وطنية نذكر على سبيل المثال الرياضي بورحلة.
وأيضا فريق شباب راس الوادي الأقدم في الولاية ومن أقدم الفرق على مستوى الوطن.

## أعلام
- أحمد بن الحاج المقراني
- محمد المقراني
- بومزراق المقراني
- الونوغي بومزراق المقراني
- الشريف بن عبد الرحمان المقراني
- محمد البشير الإبراهيمي
- عبد الحميد الإبراهيمي
- فيكتور سبيلمان
- عبد الحميد بن هدوقة
- عائشة حداد رسامة تشكيلية
- وردية حميطوش
- يحي بن مبروك
- إسماعيل حمداني
- عبد الله بن كريو
- كمال معوش

### وصلات خارجية
- الموقع الرسمي لمديرية التجارة لولاية برج بوعريريج